# Stea binară cu contact

Animație care arată cum variază curba de lumină a unei stele binare cu contact în funcție de poziția orbitală a componentelor.

În astronomie, o (stea) binară cu contact este o stea binară de scurtă perioadă orbitală ale cărei componente umplu în întregime lobii lui Roche respectivi. Se vorbește și despre binară cu anvelopă comună. În această configurație, cele două stele sunt numite „în contact” întrucât suprafețele lor hidrostatice se „ating” în Punctul Lagrange L1.
Configurația unui sistem binar de contact poate dura chiar milioane sau miliarde de ani, cu toate acestea, anvelopa comună este o fază instabilă din punct de vedere dinamic, iar componentele se pot contopi în câteva luni sau ani.
În 2017, un studiu prezisese că ar fi iminentă fuziunea celor două stele din sistemul KIC 9832227 și că s-ar produce o novă roșie, vizibilă de pe Pământ în 2022, însă un studiu din 2018, după observații suplimentare, demonstrau că totuși n-ar fi cazul.

## Exemple
Câteva binare cu contact:
- W Ursae Majoris ;
- AB Andromedae ;
- 44 Bootis ;
- V752 Centauri.
- β Lyrae ;
- VFTS 352.
- KIC 9832227, care ar putea fuziona în 2022.